# Tim Dunigan
Tim Dunigan (Saint Louis, Missouri, 2 augustus 1955) is een Amerikaans acteur, die vooral bekend werd als de eerste Face uit The A-Team. Dunigan speelde Face echter alleen maar in de pilot, die uit een dubbelaflevering bestond. In de rest van de serie werd Face gespeeld door Dirk Benedict. Dunigan werd door de producers te jong bevonden om geloofwaardig als een Vietnamveteraan over te komen.

## Filmografie
- JAG televisieserie - Col. Norris (Afl., Head to Toe, 2002)
- Diagnosis Murder televisieserie - Terry Broadhurst (Afl., The Bela Lugosi Blues, 1995)
- Hearts Afire televisieserie - Dan Nichols (Afl., The Sock-Her Boys, 1994)
- P.S I Luv U televisieserie - The Hitman (Afl., No Thanks for the Memories, 1991)
- The Hit Man (televisiefilm, 1991) - Jerry
- Beverly Hills, 90210 televisieserie - Matt Brody (Afl., The First Time, 1990)
- Empty Nest televisieserie - John Taylor (Afl., A Flaw Is Born, 1990)
- Murder, She Wrote televisieserie - Charley Holcomb (Afl., Three Strikes, You're Out, 1989)
- Hard Time on Planet Earth televisieserie - Michael (Afl., Death Do Us Part, 1989)
- Disneyland televisieserie - Davy Crockett (Afl., Davy Crockett: Guardian Spirit, 1989|Davy Crockett: A Natural Man, 1988|Davy Crockett: Rainbow in the Thunder, 1988)
- Captain Powers and the Soldiers of Fortune televisieserie - Captain Jonathan Power (22 afl., 1987-1988)
- Cheers televisieserie - Dr. Steve McDonough (Afl., Dark Imaginings, 1986)
- The Fall Guy televisieserie - Adrian Sloan (Afl., Sandcastles, 1984)
- The Fall Guy televisieserie - Junior Gallantine (Afl., Cool Hand Colt, 1984)
- Mr. Smith televisieserie - Tommy Atwood (Afl. onbekend, 1983)
- Missing Pieces (televisiefilm, 1983) - Al Seco
- Wizards and Warriors televisieserie - Geoffrey Blackpool (Afl., Dungeon of Death, 1983)
- The A-Team televisieserie - Lt. Templeton 'Faceman' Peck (Afl., Mexican Slayride: Part 1 & 2, 1983)

- Bibliothèque nationale de France: cb141737856 (data)
- International Standard Name Identifier: 0000 0000 0308 6365
- Virtual International Authority File: 24811005